# Ms. Marvel (televizijska serija)
Ms. Marvel je nadolazeća američka televizijska miniserija koju je razvila Bisha K. Ali za Disney+ i temeljena na istoimenom liku Marvel Comicsa, smještena u Marvel Cinematic Universe (MCU), u kontinuitetu s filmovima franšize.
Serija će biti dostupna na Disney+-u od 6. lipnja 2022. i sastojat će se od šest epizoda. Bit će dio četvrte faze MCU-a. Serija će poslužiti kao postava za film The Marvels (2023.), u kojem će glumica Vellani reprizirati svoju ulogu Kamale zajedno s dodatnim glumcima.

## Glumačka postava
- Iman Vellani kao Kamala Khan / Ms. Marvel:
- Aramis Knight kao Kareem / Red Dagger
- Saagar Shaikh kao Amir Khan
- Rish Shah kao Kamran
- Matt Lintz kao Bruno Carrelli
- Zenobia Shroff kao Muneeba Khan
- Mohan Kapur kao Yusuf Khan

## Vanjske poveznice
- Službena stranica Marvel
- Ms.Marvel u internetskoj bazi filmova IMDb-a